# Скорпион II
Хор Скорпион или Скорпион II (чтение имени не установлено, возможно, оно звучало как srq или wḥꜣ) — додинастический правитель Египта. Его имя, возможно, связано с именем богини Серкет, изображавшейся в образе скорпиона.

## Имя
Около головы фараона на фрагменте булавы изображены семилепестковая розетка (альтернативное написание титула — Хор) и скорпион, что, вероятно, читается как «царь Скорпион». Его имя действительно могло быть «Скорпион», так как по-египетски писалось наподобие «Srqt» — Селкет (но в древнеегипетском написании это имя стоит в женском роде, что удивляет исследователей[каких?]).
Последние[уточнить] открытия позволяют предположить, что Скорпион означает не имя, а, скорее, титул или звание.

## Происхождение
Скорее, он происходил из дома Иераконполя, а не из дома Тиниса, древнего города тинисской династии, откуда происходил его последователь фараон Нармер. Его имя значится также на сосудах, найденных несколько южнее Мемфиса, значит, совсем близко от Нижнеегипетской земли (сбоку от имени имеется приписка и начинается она со знака, обозначающего Нижний Египет).

## Биография

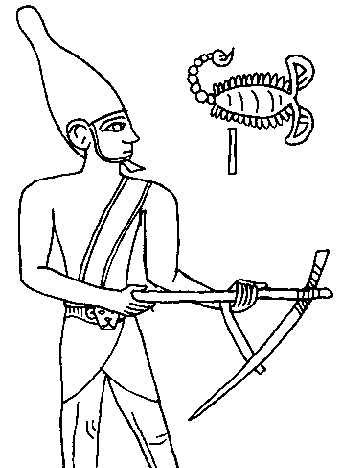
Скорпион II

Важнейшее изобразительное свидетельство существования этого царя — навершие булавы из Нехена. На нём царь изображён в белой короне. В Гебель Джаути также обнаружено граффито, изображающее Хора Скорпиона, побеждающим другого додинастического правителя.
Существует ряд теорий, по-разному трактующих положение Хора Скорпиона. Одни исследователи считают его местным правителем Иераконполя, другие полагают, что под его властью находился весь Египет. Вероятно, он был одним из предшественников Нармера, но существует также точка зрения, отождествляющая Хора Скорпиона и Нармера.
Рельефное изображение на каменном навершии жезла или булавы, найденной в Иераконполе (др. егип. Нехен, переводится «сокол») показывает царя Скорпиона руководящим земледельческим праздником «Взрыхления земли». Скорпион представлен в белой короне Верхнего Египта хеджет, в специальной ритуальной одежде, с привешенным сзади бычьим хвостом (характерный атрибут фараона во многих религиозных церемониях), стоящим на берегу канала, с мотыгой в руках. Возможно, он открывает ирригационные каналы для орошения полей, или выкапывает первую лунку, чтобы положить туда камень для основания храма или города. Начало основания какой-либо важной постройки являлось прерогативой фараона в древнем Египте.
Булава, очевидно, была предназначена служить для увековечивания победы фараона, во главе союзных номов, представленных своими штандартами, не только над другими номами, но и над иностранными неприятелями. Два из этих штандартов изображают животных, посвящённых Сету. Это показывает, что в то довольно раннее время служители Сета поддерживали правителя. На шестах с гербами, как на виселицах, повешены птицы — ибисы (ибис означает слово «рехит» и переводится как «подданные», «народ», «люди»), символическое изображение египтян. В данном случае народ Египта был завоёван царём Скорпионом. Однако по другим источникам[каким?], этот символ стал изображать народ Египта гораздо позднее, а в то время обозначал иностранцев, не египтян. Таким образом, булава царя Скорпиона изображает этого правителя, как победителя людей, живших где-то в Западной Дельте.
Вероятно, ему принадлежит шиферная палетка, на которой с одной стороны показано, как олицетворяющие царя сокол, лев, скорпион и царские стяги-штандарты разоряют крепости, а с другой изображены деревья, быки, ослы, бараны, и всё это названо словом «Ливия», что, по-видимому, должно обозначать добычу животных, захваченных в Ливии, и саму эту страну. Сокол и лев обычно представляли фараона, а изображение скорпиона показывает, что таковым был Скорпион.
Из рассмотренных выше надписей и рельефов видно, что Скорпион был правителем обширной территории простирающейся, по меньшей мере, от Нехена на юге до Тура на севере.

## Гробница
Точное место захоронения фараона неизвестно. Существует две гробницы, претендующие на место его последнего упокоения:
- Гробница B50 возле Умм эль-Кааб, близко к Абидосу представляет квадратную усыпальницу с четырьмя камерами и простыми глинобитными стенами[2].

Здесь найдены захоронения некоторых фараонов I династии, а также правителей Додинастического периода. Единственным другим доказательством существования царя Скорпиона могут служить серехи, найденные на вазах (в серехах обычно писали имена царей в ранний период, что-то на манер картушей). Серех царя Скорпиона обнаружен на винном кувшине из Миншат-Абу-Аммар. По другим источникам[каким?], эта надпись читается, как «Аха» (wḥȝ) — фараон I династии, также известный как Менес. Надпись «Царь Скорпион» прочитана на двух других серехах, найденных на кувшинах из Тархана, но это тоже ещё не доказано.
- Гробница HK6-1 в Иераконполь размером 3,5×6,5 м на глубине 2,5 м. Здесь также обнаружены несколько маркировок из слоновой кости с именем фараона[2].

## В современной культуре

### Кинематограф
- 2001 — имя царя Скорпионов использовано в фильме «Мумия возвращается».
- персонаж по имени Скорпион является главным героем фильмов «Царь скорпионов» (2002), «Царь скорпионов 2: Восхождение воина» (2008), «Царь скорпионов 3: Книга мёртвых» (2012), «Царь скорпионов 4: Утерянный трон» (2015).

## Комментарии
1. ↑  Навершие булавы, найденное в районе храма Иераконполя (Нехена), в так называемом «Main Deposit» Дж. Куибеллом в 1898 году, сейчас хранится в Музее Ашмола, Оксфорд, Англия.
2. ↑  Надпись на сосуде (винный кувшин) Скорпион (?) или Хор Аха (?) найденный в Восточной Дельте, в Мишнат Абу Омар
3. ↑  Ири-Хор/Скорпион/Хор-Аха (?). Надпись на сосуде, (винный кувшин) найденном в Восточной Дельте, в Мишнат Абу Омар. В гробнице 160. Хранится в Каирском музее.